# Qualificazioni al campionato europeo maschile under 21 di calcio 1982

## Gironi di qualificazione

### Gruppo 1
| Squadre | Squadre        | P | V | N | P | F  | S  | Pt |
| ------- | -------------- | - | - | - | - | -- | -- | -- |
| 1       | Germania Ovest | 6 | 5 | 0 | 1 | 15 | 5  | 10 |
| 2       | Bulgaria       | 6 | 5 | 0 | 1 | 7  | 5  | 10 |
| 3       | Austria        | 6 | 1 | 1 | 4 | 3  | 9  | 3  |
| 4       | Finlandia      | 6 | 0 | 1 | 5 | 4  | 10 | 1  |

| - Finlandia 0-1 Bulgaria - Finlandia 1-2 Austria - Bulgaria 1-0 Germania Ovest - Germania Ovest 4-0 Austria - Bulgaria 1-0 Finlandia - Finlandia 1-2 Germania Ovest | - Austria 1-2 Bulgaria - Austria 0-0 Finlandia - Germania Ovest 4-2 Finlandia - Austria 0-1 Germania Ovest - Bulgaria 1-0 Austria - Germania Ovest 4-1 Bulgaria |

### Gruppo 2
| Squadre | Squadre | P | V | N | P | F | S | Pt |
| ------- | ------- | - | - | - | - | - | - | -- |
| 1       | Francia | 4 | 3 | 0 | 1 | 7 | 4 | 6  |
| 2       | Belgio  | 4 | 2 | 0 | 2 | 4 | 4 | 4  |
| 3       | Cipro   | 4 | 1 | 0 | 3 | 4 | 7 | 2  |

| - Francia 3-1 Cipro - Belgio 2-1 Cipro - Cipro 0-1 Belgio | - Francia 1-0 Belgio - Belgio 1-2 Francia - Cipro 2-1 Francia |

### Gruppo 3
| Squadre | Squadre          | P | V | N | P | F | S | Pt |
| ------- | ---------------- | - | - | - | - | - | - | -- |
| 1       | Unione Sovietica | 4 | 1 | 3 | 0 | 1 | 0 | 5  |
| 2       | Cecoslovacchia   | 4 | 1 | 2 | 1 | 4 | 2 | 4  |
| 3       | Turchia          | 4 | 1 | 1 | 2 | 2 | 5 | 3  |

| - Cecoslovacchia 3-0 Turchia - Turchia 2-1 Cecoslovacchia - URSS 1-0 Turchia | - Turchia 0-0 URSS - URSS 0-0 Cecoslovacchia - Cecoslovacchia 0-0 URSS |

### Gruppo 4
| Squadre | Squadre     | P | V | N | P | F  | S  | Pt |
| ------- | ----------- | - | - | - | - | -- | -- | -- |
| 1       | Inghilterra | 6 | 4 | 1 | 1 | 12 | 5  | 9  |
| 2       | Ungheria    | 6 | 3 | 0 | 3 | 12 | 9  | 6  |
| 3       | Romania     | 6 | 2 | 1 | 3 | 9  | 12 | 5  |
| 4       | Svizzera    | 6 | 1 | 2 | 3 | 5  | 12 | 4  |

| - Romania 4-0 Inghilterra - Inghilterra 5-0 Svizzera - Inghilterra 3-0 Romania - Svizzera 0-1 Ungheria - Ungheria 4-2 Romania - Svizzera 0-0 Inghilterra | - Ungheria 1-2 Inghilterra - Romania 2-1 Ungheria - Romania 1-1 Svizzera - Ungheria 5-1 Svizzera - Svizzera 3-0 Romania - Inghilterra 2-0 Ungheria |

### Gruppo 5
| Squadre | Squadre    | P | V | N | P | F | S | Pt |
| ------- | ---------- | - | - | - | - | - | - | -- |
| 1       | Italia     | 4 | 3 | 0 | 1 | 5 | 2 | 6  |
| 2       | Jugoslavia | 4 | 2 | 1 | 1 | 4 | 2 | 5  |
| 3       | Grecia     | 4 | 0 | 1 | 3 | 2 | 7 | 1  |

| - Italia 1-0 Jugoslavia - Grecia 1-3 Italia - Jugoslavia 1-1 Grecia | - Jugoslavia 1-0 Italia - Italia 1-0 Grecia - Grecia 0-2 Jugoslavia |

### Gruppo 6
| Squadre | Squadre   | P | V | N | P | F | S | Pt |
| ------- | --------- | - | - | - | - | - | - | -- |
| 1       | Scozia    | 4 | 2 | 1 | 1 | 7 | 4 | 5  |
| 2       | Danimarca | 4 | 1 | 2 | 1 | 4 | 4 | 4  |
| 3       | Svezia    | 4 | 1 | 1 | 2 | 3 | 6 | 3  |

| - Svezia 2-0 Scozia - Danimarca 2-1 Svezia - Scozia 2-1 Danimarca | - Svezia 0-0 Danimarca - Scozia 4-0 Svezia - Danimarca 1-1 Scozia |

### Gruppo 7
| Squadre | Squadre      | P | V | N | P | F  | S  | Pt |
| ------- | ------------ | - | - | - | - | -- | -- | -- |
| 1       | Polonia      | 4 | 4 | 0 | 0 | 11 | 3  | 8  |
| 2       | Norvegia     | 4 | 1 | 1 | 2 | 5  | 6  | 3  |
| 3       | Germania Est | 4 | 0 | 1 | 3 | 4  | 11 | 1  |

| - Norvegia 0-1 Polonia - Germania Est 0-4 Norvegia - Germania Est 2-3 Polonia | - Norvegia 1-1 Germania Est - Polonia 3-1 Germania Est - Polonia 4-0 Norvegia |

### Gruppo 8
| Squadre | Squadre     | P | V | N | P | F  | S  | Pt |
| ------- | ----------- | - | - | - | - | -- | -- | -- |
| 1       | Spagna      | 4 | 4 | 0 | 0 | 13 | 3  | 8  |
| 2       | Paesi Bassi | 4 | 2 | 0 | 2 | 4  | 4  | 4  |
| 3       | Lussemburgo | 4 | 0 | 0 | 4 | 2  | 12 | 0  |

| - Paesi Bassi 0-2 Spagna - Spagna 4-1 Lussemburgo - Paesi Bassi 1-0 Lussemburgo | - Lussemburgo 1-5 Spagna - Lussemburgo 0-2 Paesi Bassi - Spagna 2-1 Paesi Bassi |